# Neptunbrunnen (Dresden)

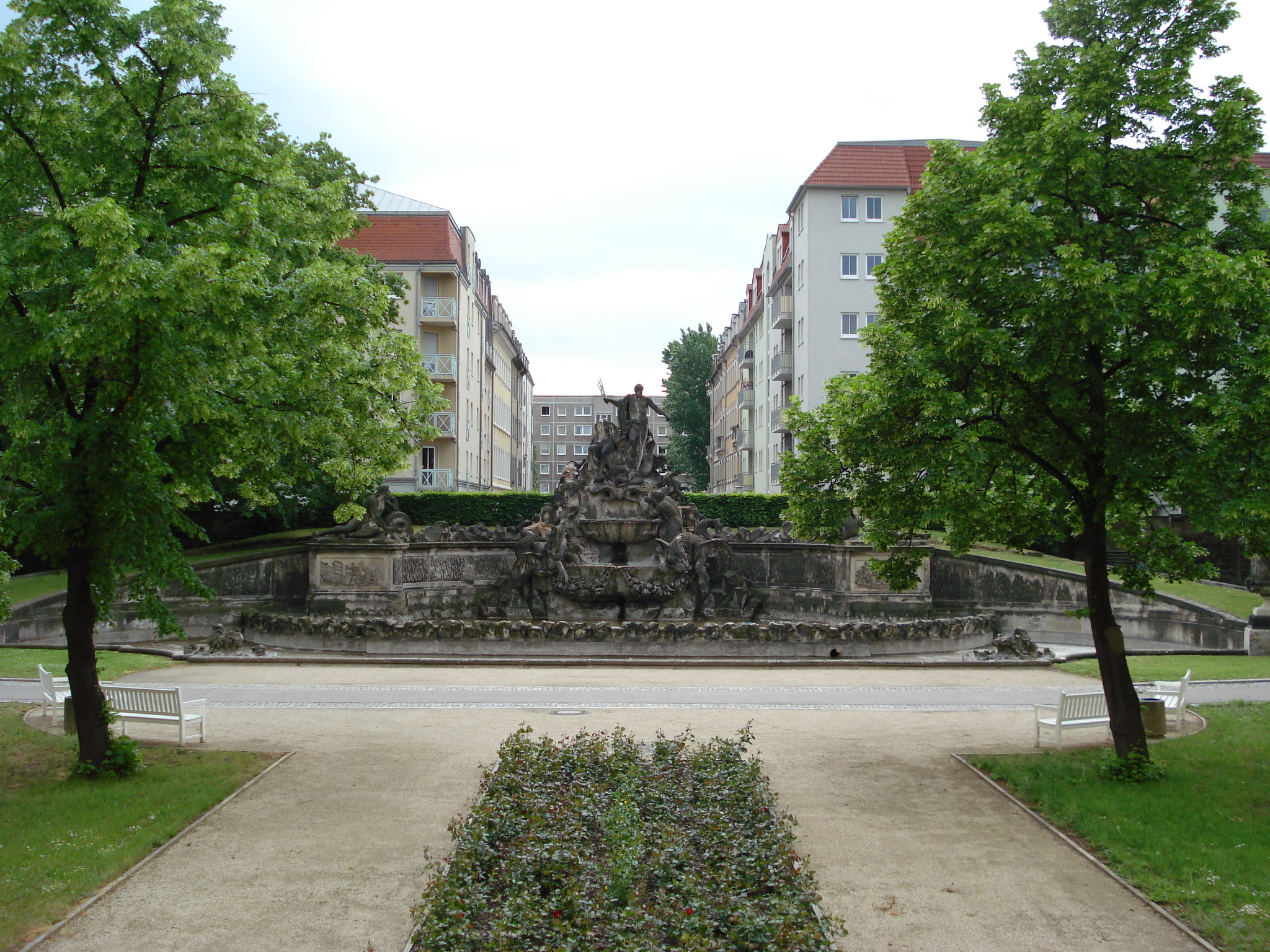
Neptunbrunnen

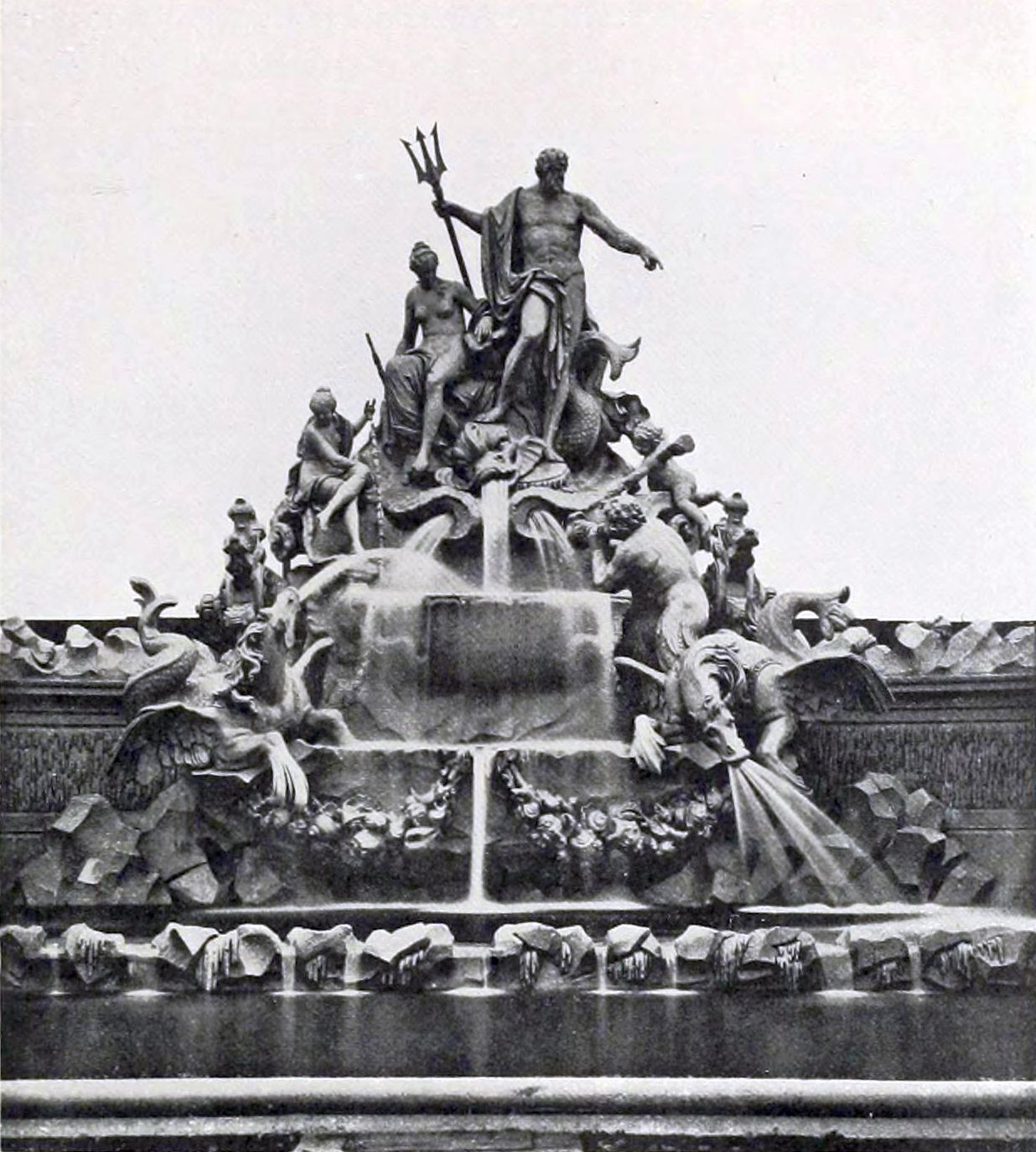
Ansicht Anfang des 20. Jahrhunderts

Der Neptunbrunnen ist der bedeutendste barocke Brunnen in Dresden. Er befindet sich im Stadtteil Friedrichstadt im ehemaligen Französischen Garten des Palais Brühl-Marcolini, dem heutigen Krankenhaus Friedrichstadt. Der Brunnen wurde 1741 bis 1746 durch Lorenzo Mattielli nach Plänen von Zacharias Longuelune errichtet. Die Reliefs „Romulus und Remus“ (Rom) sowie „Pyramiden und Sphinx“ (Ägypten) an den Postamenten des Neptunbrunnens schuf bzw. erneuerte der Dresdner Bildhauer Franz Schwarz um 1890.

## Aufbau
Der 40 Meter breite Sandsteinbrunnen bildet den Abschluss der Mittelachse des Palais. Er ist dreigeschossig aufgebaut und wird durch das antike Götterpaar Amphitrite und Poseidon auf einem Schneckenwagen bekrönt. Der Wagen wird von Zephyr und einer Nereide gelenkt. Daneben ist eine Horn blasender Triton dargestellt. Auf dem Postament zur Linken ruht an einer Urne der Tiber mit dem Schilfkranz im Haar, zur Rechten der Nil mit verschleiertem Haupt. Am Postament links in Relief die Wölfin mit Romulus und Remus, im Hintergrunde Reste altrömischer Bauten, rechts eine ägyptische Landschaft mit Obelisken und dem Pharus, zur Linken eine Sphinx, von spielenden Kindern umringt. Zehn Quellen entströmten den Urnen, dem Tritonshorn, dem Schneckenhorn des Tritonen, den Rachen der Hippokampen und des Delphins. Im großen Becken stiegen aus kleinen Felsgruppen zwei Wasserstrahlen gegen zehn Meter hoch empor. Links und rechts führen Rampen zu der Höhe Poseidons hinauf.
Die Wirkung des Brunnens auf den Betrachter ist durch die Umgebungsbebauung ab dem 19. Jahrhundert eingeschränkt. Ursprünglich befand er sich als Point de vue am Ende einer Allee und war von einer vasengeschmückten Lattenkonstruktion im Stil des Barock umrahmt. Neptun stand damit wie auf einer Bühne. Diese Inszenierung wurde unter dem späteren Besitzer des Palais, Camillo Marcolini verändert, um den Brunnen wurden Pappeln gepflanzt. Seit 1845 befindet sich im Palais das Krankenhaus Friedrichstadt, die Sichtachse vom Palais zum Brunnen wurde mit der Errichtung von Klinikbauten zerstört. An den Eingängen standen ab der zweiten Hälfte des 18. Jahrhunderts je zwei kolossale 21 Meter hohe Vasen mit Darstellungen festlicher Aufzüge zu Ehren von Göttern.
Schon seit den 1850er-Jahren gab es Pläne, den Brunnen an einen geeigneteren Ort zu versetzen. Gutachten und Kostenvoranschläge gab es unter anderem vom Dresdner Bildhauer Franz Schwarz. Hans Erlwein hingegen plante, Klinikbauten abzureißen und die Parkanlage um den Brunnen neu zu gestalten. Seit Anfang der 1990er Jahre und auch mit Fertigstellung der Restaurierung 2011 gab es Pläne und Debatten, den Brunnen zu versetzen, sie wurden jedoch bislang nicht verwirklicht.

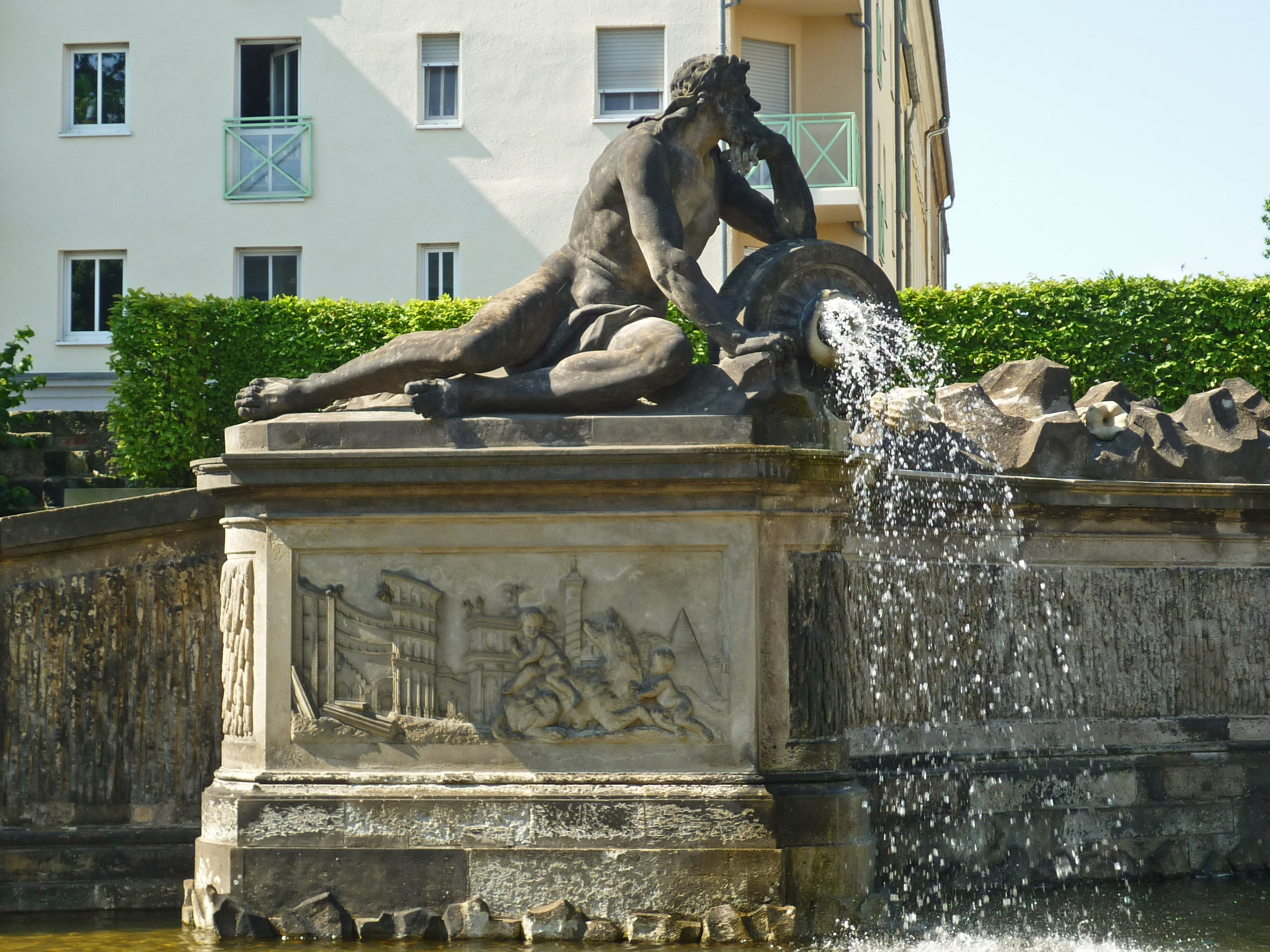
Flussgott Tiber mit Relief
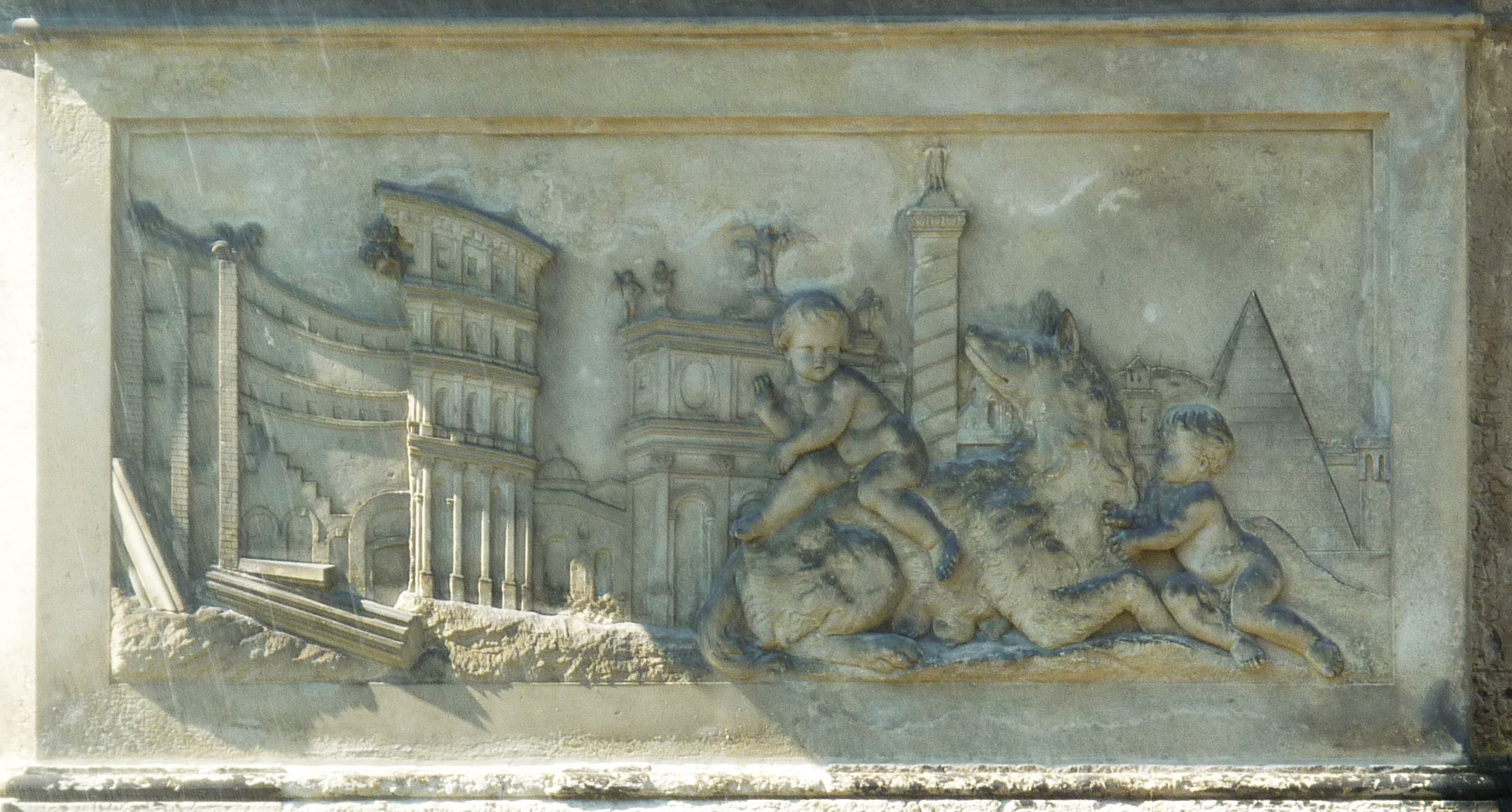
Relief Romulus und Remus (Rom)
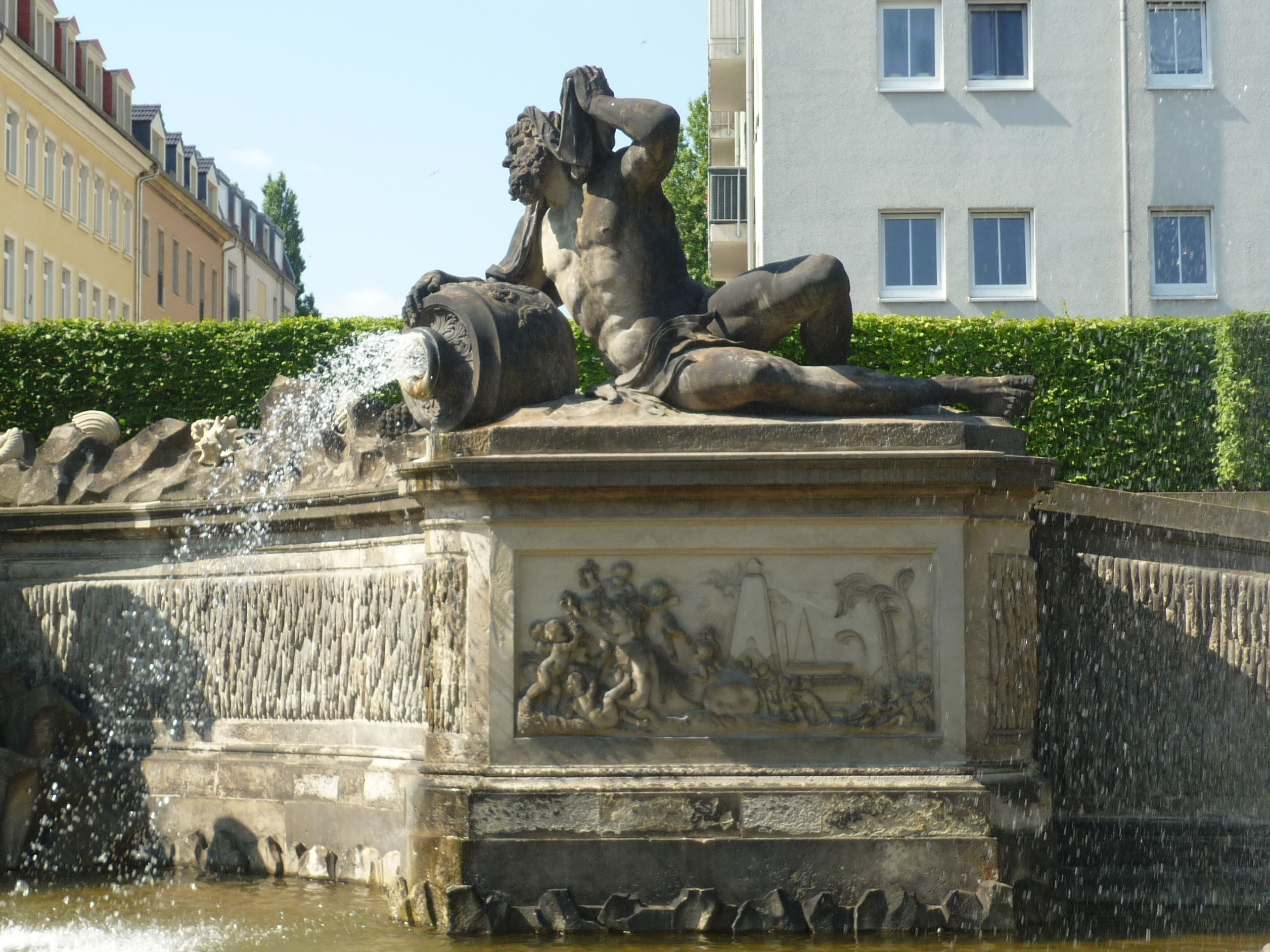
Flussgott Nil mit Relief
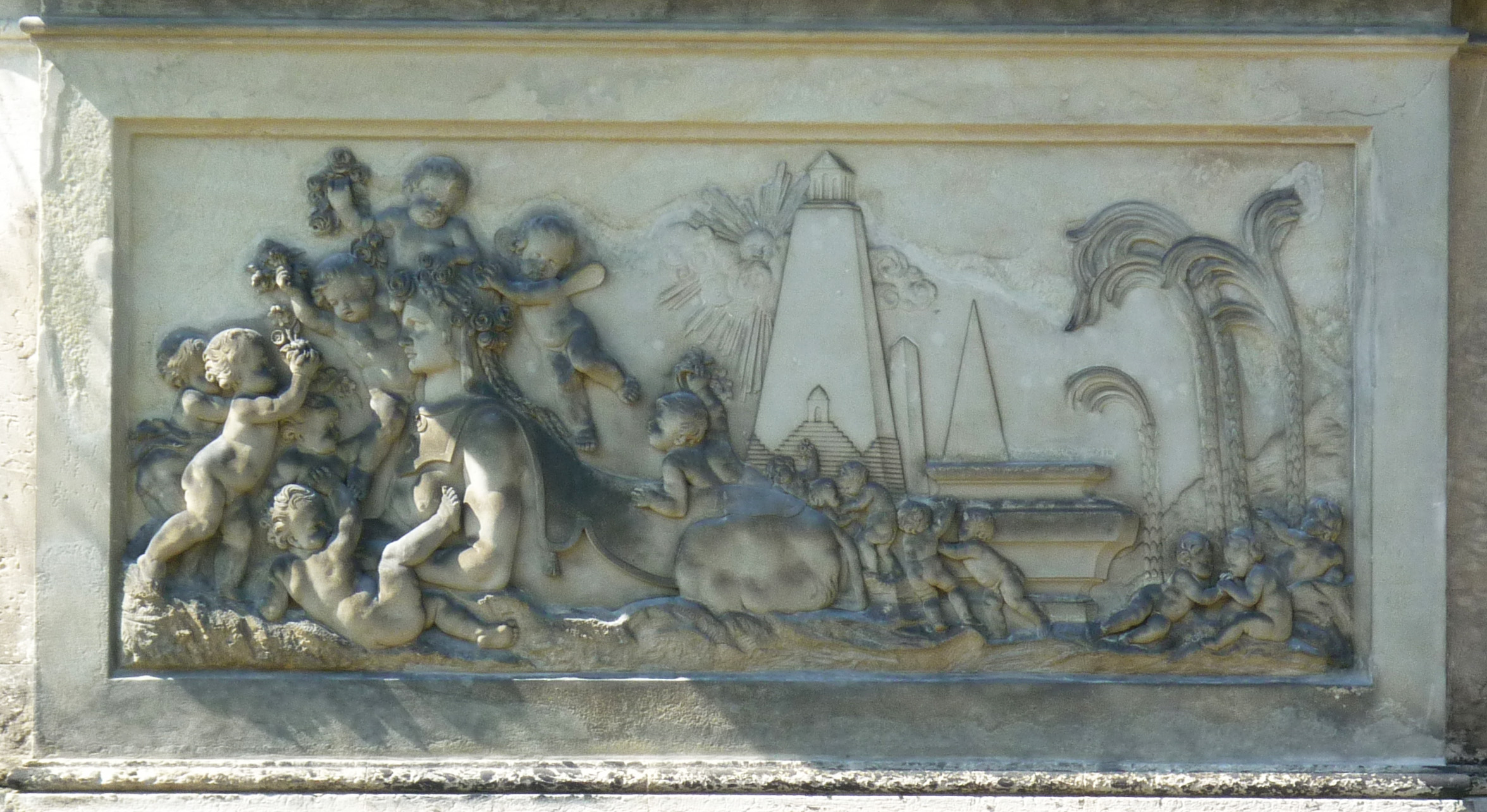
Relief Pyramiden und Sphinx (Ägypten)

## Heutige Situation

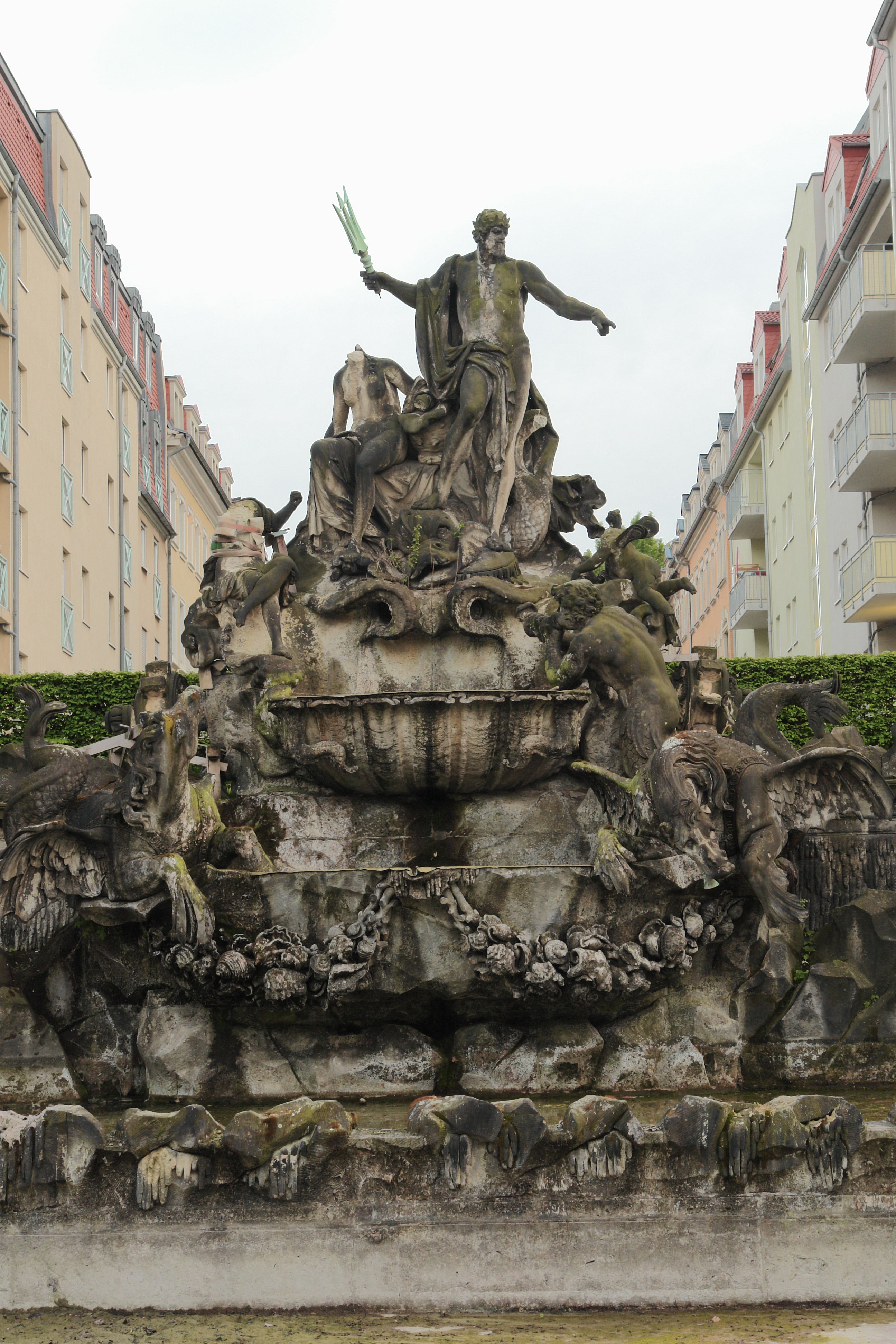
Zentrale Figurengruppe vor der Restaurierung

Der Brunnen war starken Verwitterungen ausgesetzt. Deshalb war die Bausubstanz so stark beschädigt, dass bei einigen Figuren bereits Körperteile abgebrochen waren. Daher startete die Sächsische Akademie der Künste im Jahr 2006 einen Spendenaufruf für die Restaurierung des Brunnens.
In den Jahren 2009/2010 wurde die Restaurierung des oberen Teiles des Brunnens realisiert. Dabei wurden alle Figuren restauriert und ergänzt. Bei dieser Gelegenheit wurde der ikonografische Zustand von 1745 wiederhergestellt.
Der Bildhauer Robert Eduard Henze hatte während der Restaurierungsarbeiten in den Jahren 1874/75 künstlerische Veränderungen vorgenommen. Diese wurden rückgängig gemacht.
Neptun hält nun wieder den Lorbeerkranz in seiner rechten Hand und ist dabei, ihn seiner Gattin Amphitryde auf das Haupt zu setzen. Nereide hält in ihrer linken Hand einen Korallenzweig. Zephyr trägt den Dreizack Neptuns. 
Im Mai 2013 konnten die Restaurierungsarbeiten weitestgehend abgeschlossen werden. Am 24. Mai 2013 wurde der Brunnen von der Dresdner Oberbürgermeisterin Helma Orosz wieder eingeweiht. 
An den Aufgängen des Brunnens befinden sich links und rechts jeweils zwei Vasen. Die beiden rechten Vasen mit Darstellungen von Pan und Apollon wurden restauriert und am 1. Juli 2014 wieder aufgestellt. Die beiden linken Vasen mit Darstellungen von Artemis und Dionysos folgten später.
Der Neptunbrunnen ist in den Sommermonaten wochentäglich von 11:30 Uhr bis 13:30 Uhr und von 16:00 und bis 18:00 Uhr sowie an Sonn- und Feiertagen von 10:00 Uhr bis 12:30 Uhr und von 15:00 Uhr bis 18:00 Uhr in Betrieb zu erleben.
Der Publizist Friedrich Dieckmann schlug im Dezember 2017 vor, den originalen Neptunbrunnen einzuhausen und zu restaurieren und eine Kopie vor dem Japanischen Palais aufzustellen.